# 基扬站
基扬站，是法国的一个铁路车站，位于法国南部城市基扬。

## 位置
基扬站位于基扬市区的中部，卡尔卡松－里沃萨尔特铁路401,618公里处，距离卡尔卡松大约54公里。车站大致呈南北走向，开口朝东。

## 设施
基扬站为无人看守的乘降所。因客流量较小，原有的人工售票窗口已于2015年关闭，在基扬站上车的乘客需上车主动购票或使用通勤卡。

## 停靠线路
以下列车线路在基扬站停靠：
| 基扬站列车线路表 |      |        |          |              |
| 线路             | 车种 | 上一站 | 下一站   | 大致运行频率 |
| 卡尔卡松—基扬    | TER  | 康帕尼 | （终点） | 每天2趟      |
| 1. 2.            |      |        |          |              |

## 配套交通

### 长途客车
| 停靠基扬的大巴车 |                                  | |
| 上下车地点       | 运营单位                         | 主要线路及目的地 |
| 基扬站门口       | 奥德省城际客运 Audelignes        | - 2号线：阿克萨、奥德河畔康帕尼、埃斯佩拉扎、蒙塔泽勒、奥德河畔吕克、利穆、卡尔卡松 - 9号线：内比亚、皮伊韦尔、沙拉布尔 - 11号线：阿克萨、利穆、鲁捷、蒙雷阿勒、方若 (奥德省)、卡斯泰尔诺达里 |
| 基扬站门口       | 东比利牛斯省城际客运 Le bus à 1€ | - 100号线：科迪耶斯-德弗努耶德、圣保罗德费努耶、默里、佩皮尼昂 |
| 基扬站门口       | SNCF Car TER                     | - 卡尔卡松、利穆 - 当某条铁路线施工或罢工时，SNCF可能也会提供途径该线路沿途站点的大巴车 |
| 1. 2. 3. 4.      |                                  | |

### 市内交通
基扬站附近暂无城市公共交通线路。

### 社会车辆
基扬站门口设有社会车辆停车场。

## 临近车站
| 基扬站（Gare de Quillan）      |                          |                                  |
| 上行车站                       | 线路                     | 下行车站                         |
| 康帕尼站                       | 卡尔卡松－里沃萨尔特铁路 | （终点）（基扬以下的路段已关闭） |
| - 本表仅显示运营中的线路及车站 |                          |                                  |